# Stygobromus tenuis
Stygobromus tenuis är en kräftdjursart som först beskrevs av Sidney Irving Smith 1874.  Stygobromus tenuis ingår i släktet Stygobromus och familjen Crangonyctidae.

## Underarter
Arten delas in i följande underarter:
- S. t. potomacus
- S. t. tenuis